# Venus Awards 2024
Die Venus Awards 2024 wurden am 24. Oktober 2024 im Wintergarten Varieté in Berlin im Rahmen der Messe Venus Berlin vergeben. Die Moderation übernahmen zum dritten Mal das Erotikmodell RoxxyX und der Fernsehmoderator Mola Adebisi. Den wichtigsten Preis für die beste Pornodarstellerin gewann Jenny Stella, die im Jahr zuvor als „Bestes Amateurgirl“ ausgezeichnet wurde.

## Preisträger
In Klammern die weiteren Nominierungen.
- Beste Darstellerin: Jenny Stella (Daynia, Micky Muffin)
- Best International Pornstar: Luna Star (Cherie DeVille, Alexis Fawx)
- Beste Amateur Newcomerin: Tamy Tation (Anna Travels, Lisa Haazel)
- Best International Shooting Star: Elly Clutch (Kazumi, Sweetie Fox)
- Bester Shootingstar: Mika Nox (Anna Lena Sofia, Lexicoco)
- Gonzo Performer of the Year: Sabien de Monia (Freya Parker, April Olsen)
- Bestes Dominastudio (Jury Award): Bizarrfabrik by Calea Toxic
- Beste Girl-Girl Szene (Jury Award): Melina May & Jolee Love
- Beste Erotik Influencer/Model-Agentur (Jury Award): Vikamodels
- Bestes Erotik Business Coaching & Account Management Ausbildung (Jury Award): Roman Hergarden
- The Best Digital Duplicate at EVA AI (Jury Award): Ema Karter
- Best Couple Show (Jury Award): Laranya & KrissySins
- World’s Hottest Firefighter (Jury Award): Anike Ekina
- Beste OnlyFans Marketing & Managementagentur (Jury Award): Famez
- Best Fan Site: Loyalfans (Best Fans, 4based)
- Best Cam Site: BongaCams (Live-strip.com, Visit-X)
- Beste Amateurcommunity: MyDirtyHobby (Amateri.com, BigZ.de)
- Best Livestream Site: Stripchat (Cam4, Chaturbate)
- Best Premium Cam Site: LiveJasmin  (Xcams, MyFreeCams.com)
- Best Adult Entertainment VOD: Blue Movie (Eroticlounge, XConfessions)
- Beste Streaming-Plattform: Erotik.com (Adultempire, Beate Uhse Movie)
- Best Escort Marketplace: Kaufmich (Erobella, intim.de)